# Ceny Alfréda Radoka 2010
Ceny Alfréda Radoka za rok 2010 byly vyhlášeny v roce 2011.

## Ceny a nominace

### Inscenace
- Aki Kaurismäki: Muž bez minulosti; režie a divadelní adaptace: Miroslav Krobot; Dejvické divadlo Praha
- Peter Handke: Spílání publiku 2010; režie: Dušan D. Pařízek; Pražské komorní divadlo – Divadlo Komedie
- Jiří Voskovec, Jan Werich, Dora Viceníková: Korespondence V+W; režie: Jan Mikulášek; Národní divadlo Brno – Divadlo Reduta

### Ženský herecký výkon
- Ivana Uhlířová; Alžběta ve hře Ödöna von Horvátha Víra, láska, naděje; režie Kamila Polívková; Pražské komorní divadlo – Divadlo Komedie
- Marie Málková; Gita Lauschmannová ve hře Radky Denemarkové a Michala Langa Peníze od Hitlera; režie Michal Lang; Švandovo divadlo na Smíchově
- Kateřina Winterová; Nora ve hře Elfriede Jelinekové: Co se stalo, když Nora opustila manžela; režie Michal Dočekal; Národní divadlo Praha

### Mužský herecký výkon
- David Novotný; Muž ve hře Muž bez minulosti; režie Miroslav Krobot; Dejvické divadlo Praha
- Vladimír Hauser; Hordubal ve hře Karla Čapka a Josefa Kovalčuka Hordubal; režie J. A. Pitínský; Divadlo Husa na provázku Brno
- Jiří Štěpnička; Raymond ve hře Davida Harrowera Blackbird; režie Jiří Pokorný; Národní divadlo Praha

### Divadlo
- Dejvické divadlo Praha
- Klicperovo divadlo Hradec Králové
- Pražské komorní divadlo – Divadlo Komedie Praha

### Poprvé uvedená česká hra
- Petr Zelenka: Očištění; režie: Martin Glaser; Jihočeské divadlo České Budějovice
- Eurípidés, Petr Kolečko, Daniel Špinar: Kauza Médeia; režie Daniel Špinar; A studio Rubín
- David Drábek: Noc oživlých mrtvol; režie David Drábek; Klicperovo divadlo Hradec Králové
- Václav Havel, Vladimír Morávek: Prase aneb Václav Havel’s Hunt For a Pig; režie Vladimír Morávek; Divadlo Husa na provázku Brno

### Scénografie
- Robert Wilson (scéna); Karel Čapek: Věc Makropulos; režie: Robert Wilson; Národní divadlo Praha
- Marek Cpin (výprava); William Shakespeare: Macbeth; režie: Jan Mikulášek; Divadlo v Dlouhé Praha
- Svatopluk Sládeček (scéna); Jiří Voskovec, Jan Werich, Dora Viceníková: Korespondence V+W; režie: Jan Mikulášek; Národní divadlo Brno – Divadlo Reduta
- Robert Wilson (scéna a světelný design); Leoš Janáček: Káťa Kabanová; režie: Robert Wilson; dirigent: Tomáš Netopil; Národní divadlo Praha

### Hudba
- Aleš Březina; Karel Čapek: Věc Makropulos; režie: Robert Wilson; Národní divadlo Praha
- Pavel Fajt; Egon L. Tobiáš (podle Cervantese, Reynka a skutečné události): NoD Quijote; režie: Jan Nebeský; Studio Damúza Praha v Roxy/NoD
- Miloš Orson Štědroň; Lucie Trmíková, Miloš Orson Štědroň: Lamento/„Z tance v prach a opět do tance“; režie: Jan Nebeský; Omnimusa o.s. Praha

### Talent roku
- Štěpán Pácl – režisér
- Anna Petrželková – režisérka
- Kamila Polívková – režisérka, scénografka

### Dramatická soutěž
1. místo: Eva Prchalová – Závrať
2. místo: Iveta Horváthová – Rodinné Blues
3. místo: Jakub Kolár – Homo Haber